# Marquês de Castelo Rodrigo
Marquês de Castelo Rodrigo é um título nobiliárquico português criado em três vidas pelo Rei Filipe II de Portugal, III de Espanha por Decreto de 29 de Janeiro de 1600 em favor de D. Cristóvão de Moura, 1.º Conde de Castelo Rodrigo.
Após a restauração da independência em 1640 o 2.º Marquês de Castelo Rodrigo apoiou o domínio espanhol e foi exautorado dos seus títulos portugueses pelo novo Rei D. João IV.

## Conde de Castelo Rodrigo (1594)
Título criado pelo Rei Filipe I de Portugal, II de Espanha por Decreto anterior a 28 de Fevereiro de 1594 em favor de D. Cristóvão de Moura.

### Titular
1. D. Cristóvão de Moura (1538–1613)

### Armas
As dos Marqueses de Castelo Rodrigo.

## Marqueses de Castelo Rodrigo (1600)
Título criado em três vidas pelo Rei Filipe II de Portugal, III de Espanha por Decreto de 29 de Janeiro de 1600 em favor de D. Cristóvão de Moura, 1.º conde de Castelo Rodrigo.
O 2.º Marquês, apoiante da Coroa espanhola, foi exautorado em 1640 pelo Rei D. João IV, os seus títulos foram declarados extintos e todos os bens da família em Portugal foram confiscados. Entre estes bens encontrava-se o Palácio Corte-Real, em Lisboa e uma quinta onde hoje se ergue o Palácio Nacional de Queluz.

### Titulares
1. D. Cristóvão de Moura (1538–1613), 1.º  Marquês e Conde de Castelo Rodrigo, casado com D. Margarida Corte-Real, herdeira da Capitania de Angra, na Ilha Terceira
2. D. Manuel de Moura Corte Real (1590–1651), 2.º Marquês de Castelo Rodrigo e 1.º Conde de Lumiares

### Armas
Esquartelado: I e IV - Moura: campo de vermelho com 7 castelos de ouro; II e III - Corte-Real: seis costelas de prata alinhadas em três faixas e dispostas em duas palas, firmadas nos flancos de um escudo vermelho, encimadas por uma cruz de vermelho em campo de prata.